# AK-230

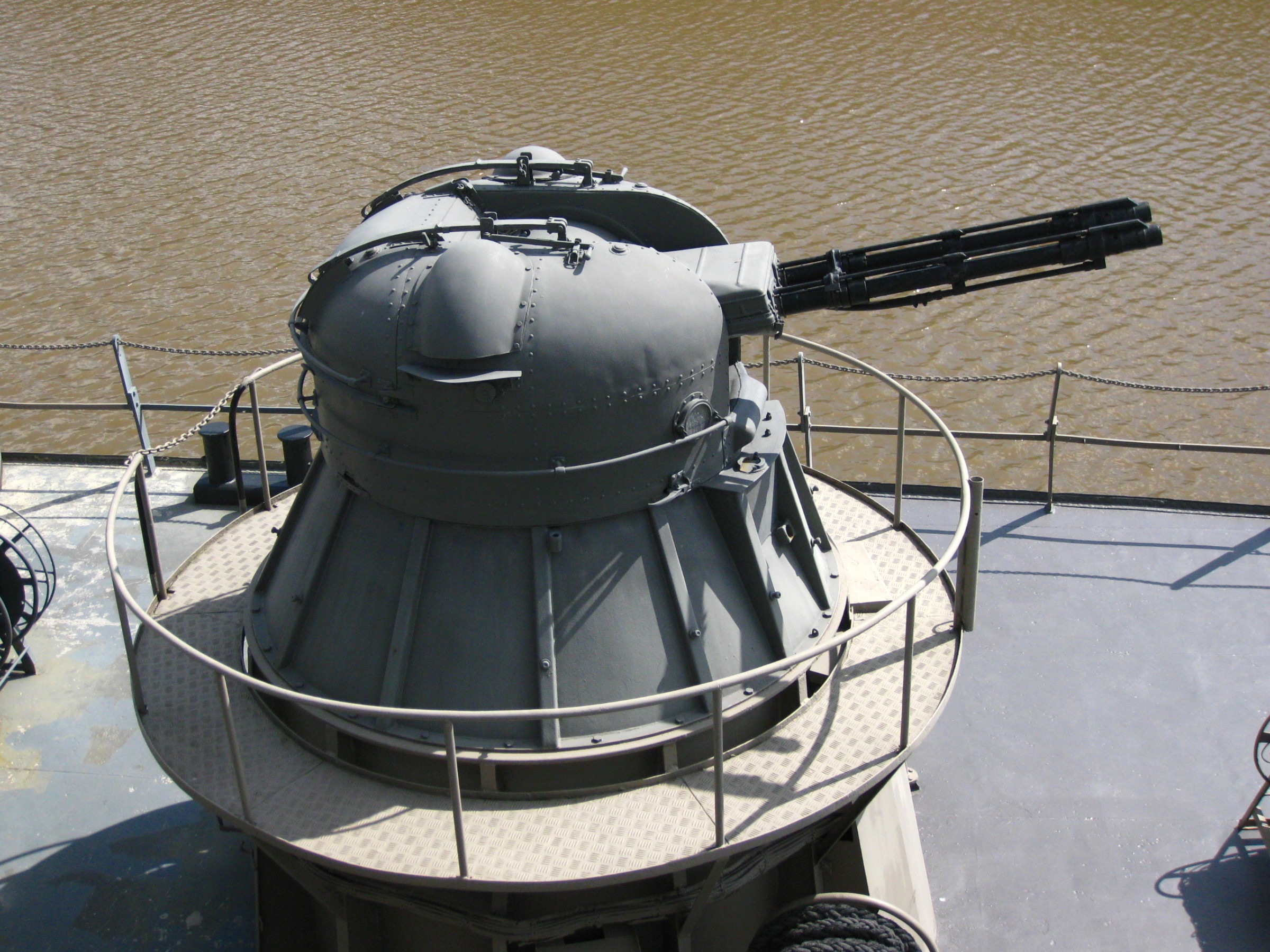
AK-230 montada em navio

A AK-230 é uma arma naval soviética automática de 30 mm. Sua principal função é antiaérea. É montado em uma torre automática fechada e direcionado por radar. O AK-230 é amplamente utilizado, montado em grandes navios de guerra e em pequenas embarcações. Cerca de 1450 armas foram produzidas na URSS e cerca de 300 foram produzidas na China, nomeados de Tipo 69. Mais tarde, foi sucedido pelo AK-630.

## Desenvolvimento e serviço

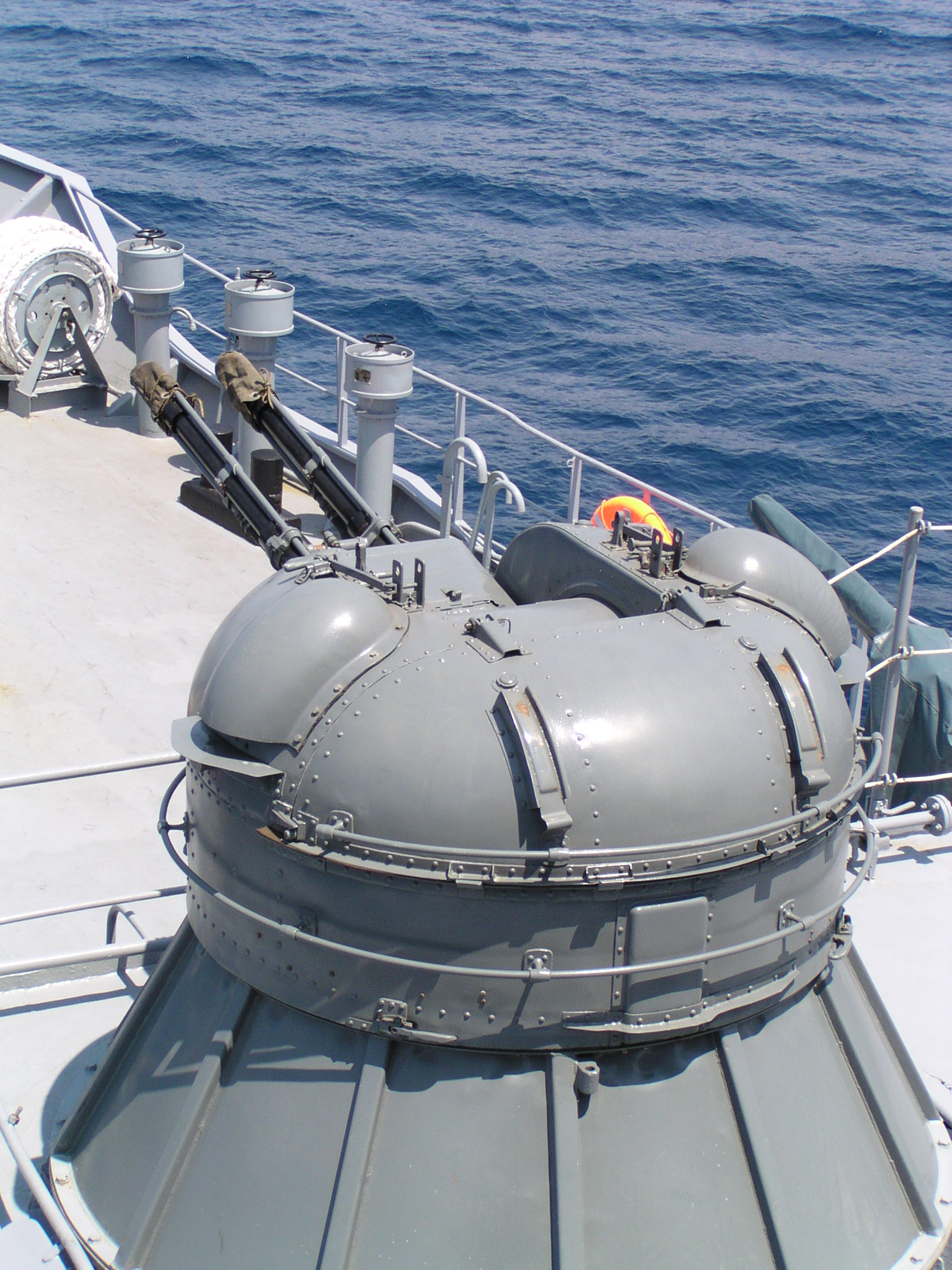
A traseira de um AK-230 no convés do ORP Wodnik

O desenvolvimento da arma começou na década de 1950, com a primeira arma de teste montada na classe Osa de barcos de mísseis de ataque rápido e torpedeiros da classe Shershen. A arma foi oficialmente aceita em serviço em 1969. Sua vida útil era relativamente curta, devido ao uso do sistema AK-630 em meados da década de 1970, que usa os mesmos suportes e pode ser controlado pelos mesmos sistemas de controle de incêndio. Embora a sua bala de 30 × 210 mm fosse muito mais poderosa que a de 30 × 165 mm da AK-630, tendo a velocidade do cano de 1050 m / s (a mesma do cartucho do GAU-8 de 30 × 173 mm), a AK de potência moderada A ronda do 630 permitiu taxas de tiro muito mais altas, especialmente em uma arma do tipo Gatling, considerada mais vantajosa para o sistema antiaéreo.

## Descrição
A arma consiste em dois canhões revólveres de quatro câmaras estabilizados, refrigerados a água, NN-30, 30 mm, montados dentro de uma torre de aço rebitada. O mecanismo barris são estriados com 12 ranhuras. Cada uma das armas tem uma taxa de tiro de 1.000 tiros por minuto; eles são alimentados por cintos de munição independentes de 500 tiros.
As balas são disparadas eletricamente; gases propulsores são usados para ejetar as conchas gastas e os elos da correia em um espaço entre o carregador e o casco. O alcance máximo balístico da arma é de cerca de 6,7 km, mas os alcances realistas para atingir alvos aéreos são citados entre 2,5 e 4 km.
A arma é direcionada remotamente, geralmente por um sistema de controle de incêndio conectado a um sistema de radar Drum Tilt ou Muff Cobb.

## Munição
O AK-230 dispara munição 30x210mm B especialmente desenvolvida e preparada eletricamente. Duas rodadas foram desenvolvidas: uma rodada altamente explosiva com uma espoleta de impacto e uma rodada de perfuração de armadura. O chinês Type 69 dispara apenas uma versão produzida localmente da rodada de alto explosivo. A munição também é produzida na Romênia e na Sérvia.

## Especificações
- Calibre: 30mm
- Peso: 156 kg
- Comprimento da arma: 2. 140mm
- Comprimento do cano: 1.897mm
- Taxa de disparo: por volta de 1000 disparos por minuto

## Variantes
- AK-230 A type:  Para navios com sistemas de energia de 220 V DC.
- AK-230 B Type: Para navios com sistemas de energia de 380 V CA
- AK-230M: Versão menos magnetizada para lavadora de minas (380 V CA)
- Type 69: Versão atualizada chinesa, peso total de 3.600 kg. Os projéteis são ejetados para fora da torre. uma rotação mais rápida de 50 graus / segundo.